# فرانچسکو کریسپی
فرانچسکو کریسپی (ایتالیایی: Francesco Crispi؛ ۴ اکتبر ۱۸۱۸ – ۱۲ اوت ۱۹۰۱) یک سیاست‌مدار اهل ایتالیا بود که از تاریخ  ۲۹ ژوئیه ۱۸۸۷ تا تاریخ ۶ فوریه ۱۸۹۱ و بار دیگر از تاریخ  ۱۵ دسامبر ۱۸۹۳ تا تاریخ ۱۰ مارس ۱۸۹۶ سمت نخست وزیری, از تاریخ  ۲۶ دسامبر ۱۸۷۷ تا تاریخ ۷ مارس ۱۸۷۸ و بار دیگر ۴ آوریل ۱۸۸۷ از تاریخ ۶ فوریه ۱۸۹۱ و در نهایت از تاریخ ۱۵ دسامبر ۱۸۹۳ تا تاریخ ۹ مارس ۱۸۹۶ سمت وزارت کشور و از تاریخ ۲۹ ژوئیه ۱۸۸۷ تا تاریخ ۶ فوریه ۱۸۹۱ سمت وزارت امورخارجه ایتالیا را برعهده داشت.